# Okres Levice
Der Okres Levice (deutsch Bezirk Lewenz) ist ein Verwaltungsgebiet im Süden der Slowakei mit 119.018 Einwohnern (2004, 2001 waren es 120.021, davon 82.993 (69,1 %) slowakisch, 33.524 (27,9 %) ungarisch) und einer Fläche von 1.551 km².
Historisch gesehen liegt der Bezirk im Westen im ehemaligen Komitat Bars, im Osten im ehemaligen Komitat Hont und ein kleiner Teil im Süden um den Ort Farná gehörte zur ehemaligen Komitat Gran (siehe auch Liste der historischen Komitate Ungarns).

## Bevölkerung
| Jahr                | 1994    | 2004    | 2014    | 2024    |
| ------------------- | ------- | ------- | ------- | ------- |
| Anzahl der Personen | 121.113 | 119.018 | 113.511 | 107.992 |
| Unterschied         |         | −1,72 % | −4,62 % | −4,86 % |

| Jahr                | 2023    | 2024    |
| ------------------- | ------- | ------- |
| Anzahl der Personen | 108.479 | 107.992 |
| Unterschied         |         | −0,44 % |

## Städte
- Levice (Lewenz)
- Šahy (Eipelschlag)
- Tlmače
- Želiezovce (Zelis)

## Gemeinden
| - Bajka - Bátovce (Frauenmarkt) - Beša - Bielovce - Bohunice - Bory - Brhlovce (Berflowetz) - Čajkov - Čaka - Čata - Demandice (Demenditz) - Devičany (Prandorf) - Dolná Seč - Dolné Semerovce (Untersemered) - Dolný Pial (Unterpill) - Domadice - Drženice (Dersenitz) - Farná - Hokovce (Hockowitz) - Hontianska Vrbica - Hontianske Trsťany - Horná Seč - Horné Semerovce (Obersemered) - Horné Turovce (Oberthur) - Horný Pial (Oberpill) - Hrkovce - Hronovce - Hronské Kľačany (Klatschan) - Hronské Kosihy | - Iňa - Ipeľské Úľany - Ipeľský Sokolec - Jabloňovce (Almasch) - Jesenské - Jur nad Hronom - Kalná nad Hronom - Keť - Kozárovce (Koscharowetz) - Krškany - Kubáňovo - Kukučínov - Kuraľany - Lok - Lontov - Lula - Málaš - Malé Kozmálovce - Malé Ludince - Mýtne Ludany - Nová Dedina - Nový Tekov (Neubarsch) - Nýrovce - Ondrejovce - Pastovce - Pečenice - Plášťovce - Plavé Vozokany - Podlužany | - Pohronský Ruskov - Pukanec (Pukanz) - Rybník - Santovka - Sazdice - Sikenica - Slatina - Starý Hrádok - Starý Tekov (Bersenberg/Altbarsch) - Šalov - Šarovce - Tehla - Tekovské Lužany - Tekovský Hrádok - Tupá - Turá - Uhliská - Veľké Kozmálovce - Veľké Ludince - Veľké Turovce - Veľký Ďur - Vyškovce nad Ipľom - Vyšné nad Hronom - Zalaba - Zbrojníky - Žemberovce - Žemliare |

Das Bezirksamt ist in Levice, Zweigstellen existieren in Šahy und Želiezovce.

## Kultur
In dem Artikel Denkmalgeschützte Objekte im Okres Levice findet man Informationen über die vom slowakischen Denkmalamt geschützten Objekte im Okres.